# Kotiate
Il Kotiate è un tipo di arma bianca tradizionale del tipo Patu, tipico dei māori neozelandesi.
Un Kotiate è una corta mazza fatta generalmente in legno od osso di balena. Kotiate significa tagliare o dividere il fegato (koti = tagliare in due o dividere; ate = fegato) ed è probabilmente estrapolato dalla sua forma, che ricorda quella del lobo di un fegato.

## Galleria d'immagini

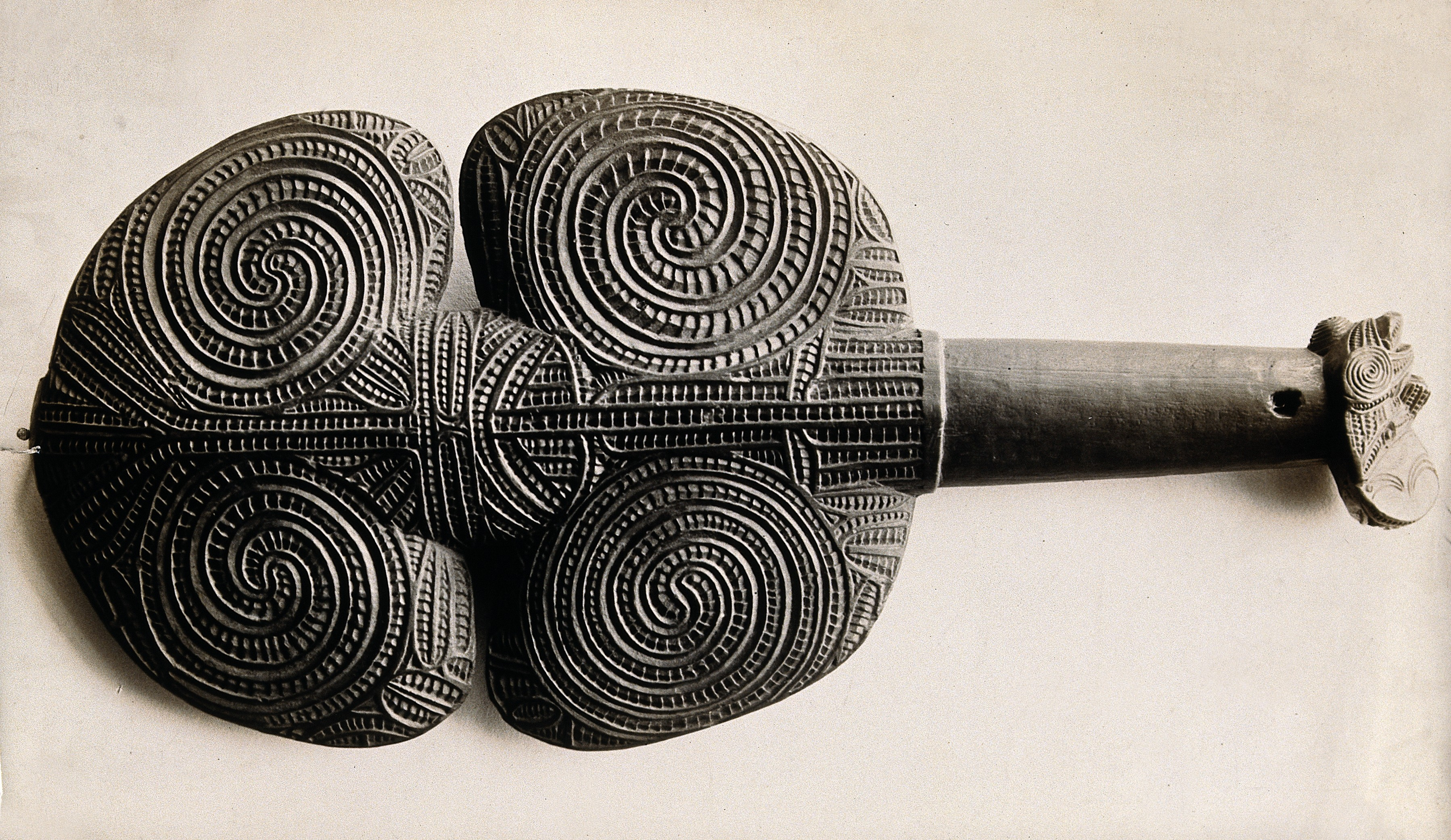
Kotiate.
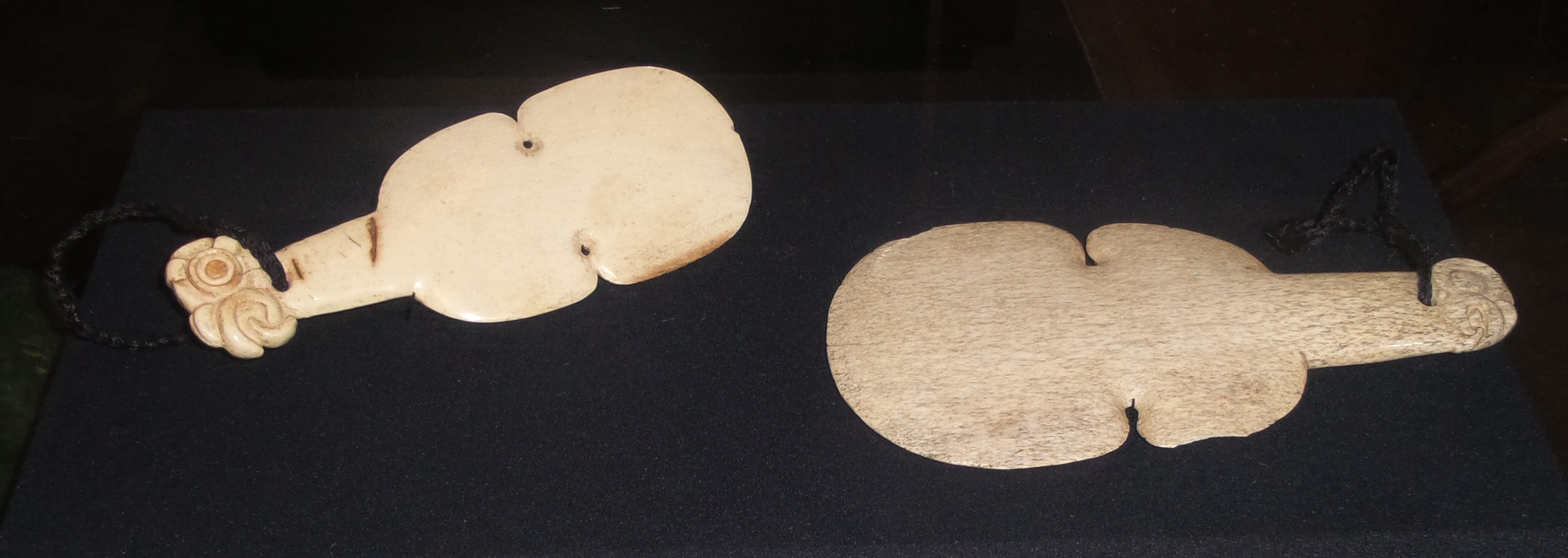
Due kotiate.